# Saldus Warriors
I Saldus Warriors sono stati una squadra di football americano di Saldus, in Lettonia, fondata nel 2011 e chiusa nel 2013. Hanno partecipato alla Baltic League.

## Dettaglio stagioni

### Tornei internazionali

#### Baltic League
| Stagione | regular season | regular season | regular season | regular season | regular season | regular season | playoff | playoff | playoff | playoff | playoff | playoff   | playoff    |
|          | Vin            | Par            | Per            | Tot            | PF             | PS             | Vin     | Per     | Tot     | PF      | PS      | risultato | avversaria |
| -------- | -------------- | -------------- | -------------- | -------------- | -------------- | -------------- | ------- | ------- | ------- | ------- | ------- | --------- | ---------- |
| 2013     | 1              | 0              | 3              | 4              | 31             | 148            | -       | -       | -       | -       | -       | -         | -          |
| Totale   | 1              | 0              | 3              | 4              | 31             | 148            | -       | -       | -       | -       | -       |           |            |

Fonti: Enciclopedia del Football - A cura di Roberto Mezzetti